# NGC 7617
NGC 7617 ist eine linsenförmige Galaxie vom Hubble-Typ S0 im Sternbild Fische auf der Ekliptik, die schätzungsweise 193 Millionen Lichtjahre von der Milchstraße entfernt ist.
Entdeckt wurde das Objekt am 23. September 1864 vom deutsch-dänischen Astronomen Heinrich d’Arrest.